# Vĩnh Hòa Hiệp
Vĩnh Hòa Hiệp là một xã thuộc huyện Châu Thành, tỉnh Kiên Giang, Việt Nam.

## Địa lý
Xã Vĩnh Hòa Hiệp có diện tích 16,25 km², dân số năm 2020 là 17.797 người, mật độ dân số đạt 1.095 người/km².

## Hành chính
Xã Vĩnh Hòa Hiệp được chia thành 5 ấp: Hòa Thuận, Sua Đũa, Vĩnh Thành, Vĩnh Thành A, Vĩnh Thành B.

## Lịch sử
Sau năm 1975, Vĩnh Hòa Hiệp là một xã thuộc huyện Châu Thành.
Ngày 3 tháng 6 năm 1978, Hội đồng Chính phủ ra Quyết định số 125-CP về việc chia huyện Châu Thành thuộc tỉnh Kiên Giang thành hai huyện lấy tên là huyện Hòn Đất và huyện Châu Thành. Xã Vĩnh Hòa Hiệp thuộc huyện Châu Thành.
Ngày 27 tháng 9 năm 1983, Hội đồng Bộ trưởng ban hành Quyết định số 107-HĐBT về việc:
- Thành lập xã Hoà Đức trên cơ sở tách các ấp Minh Phong, Vĩnh Đằng của xã Vĩnh Hoà Hiệp
- Chia xã Vinh Hoà Hiệp thành 2 xã lấy tên là xã Vĩnh Hoà Hiệp và xã Hoà Phú.

Ngày 7 tháng 2 năm 2005, Chính phủ ban hành Nghị định 15/2005/NĐ-CP về việc thành lập xã Vĩnh Hòa Phú trên cơ sở 2.668,58 ha diện tích tự nhiên và 11.237 nhân khẩu của xã Vĩnh Hòa Hiệp.
Sau khi thành lập xã Vĩnh Hòa Phú, xã Vĩnh Hòa Hiệp còn lại 1.517,31 ha diện tích tự nhiên và 14.074 nhân khẩu.